# Anthony Steel
Anthony Maitland Steel, més conegut com a Anthony Steel, (Londres, 21 de maig de 1920 - Northolt, Middlesex, Anglaterra, 21 de març de 2001) fou un actor i cantant anglès.
El 1954 va ajuntar-se amb el grup vocal britànic The Radio Revellers, per gravar "West of Zanzibar", que va publicar Polygon Records i va arribar a la posició 11 en l'UK Singles Chart.
Va morir de càncer de pulmó a Northolt, Middlesex, l'any 2001, a l'edat de 80 anys.

## Filmografia parcial

### Pel·lícules
- Saraband for Dead Lovers (1948) - (--)
- A Piece of Cake (1948) - Plainclothes Policeman (--)
- Portrait from Life (1949) - Bridegroom
- Once Upon a Dream (1949)
- Marry Me! (1949) - Jack Harris
- Christopher Columbus (1949) - Messenger (--)
- Poet's Pub (1949) - Compton (--)
- Don't Ever Leave Me (1949) - Harris
- Helter Skelter (1949) - (--)
- Trottie True (1949) - The Bellaires' footman
- The Chiltern Hundreds (1949) - Adjutant
- The Blue Lamp (1950) - Police Constable (--)
- The Wooden Horse (1950) - John
- The Mudlark (1950) - Tinent Charles McHatten
- Laughter in Paradise (1951) - Roger Godfrey
- Where No Vultures Fly (1951) - Bob Payton
- Another Man's Poison (1951) - Larry Stevens
- Emergency Call (1952) - Dr. Carter
- Something Money Can't Buy (1952) - Captain Harry Wilding
- The Planter's Wife (1952) - Hugh Dobson
- Malta Story (1953) - Wing Cmdr Bartlett
- The Master of Ballantrae (1953) - Henry Durie
- Albert R.N. (1953) - Geoff
- West of Zanzibar (1954) - Bob Payton
- The Sea Shall Not Have Them (1954) - Flying Officer Treherne
- Out of the Clouds (1955) - Gus Randall
- Passage Home (1955) - First Mate Vosper
- Tempesta sobre el Nil (Storm Over the Nile) (1955) - Harry Faversham
- The Black Tent (1956) - Capt. David Holland
- Sang a l'asfalt (Checkpoint) (1956) - Bill Fraser
- Valerie (1957) - Reverend Blake
- A Question of Adultery (1958) - Mark Loring
- Harry Black (1958) - Desmond Tanner
- Luna de Miel (1959) - Kit Kelly
- Revenge of the Barbarians (1960) - Olympius, Consul of Rome
- Tiger of the Seven Seas (1962) - William Scott
- Crane (1963) (TV series, episode "My Deadly Friend") - Gil
- The Switch (1963) - Bill Craddock
- A Matter of Choice (1963) - John Crighton
- Last of the Renegades (1964) - Bud Forrester
- Sex Quartet (1966) - The Professor (segment "Fata Marta")
- Anzio (1968) - General Marsh
- Massacre in Rome (1973) - Maj. Domizlaf
- Story of O (1975) - Sir Stephen
- Hardcore (1977) - Robert
- Twilight of Love (1977) - Richard Butler
- Let's Get Laid (1978) - Moncrieff Dovecraft
- The Perfect Crime (1978) - Supt. Jeff Hawks
- The World Is Full of Married Men (1979) - Conrad Lee
- The Dick Francis Thriller: The Racing Game (1979) (TV series) - Count Guiccoli
- Tales of the Unexpected (1980) (TV series, two eps) - 'Timber' / The Stranger
- El mirall trencat (The Mirror Crack'd) (1981) - Sir Derek Ridgeley ('Murder at Midnight')
- The Monster Club (1981) - Lintom Busotsky - Film Producer
- Artemis 81 (1981) (TV film) - Tristram Guise
- Jemima Shore Investigates (1983) (TV series, one ep) - Henry Hastings
- Andy Robson (1983) (TV series) - Herbert Neville
- Bergerac (1983) (TV series, one ep) - Harker Le Fevre
- The Glory Boys (1984) (TV series) - Director General
- Robin of Sherwood (1984) (TV series) - Earl Godwin

### Films no realitzats
- Vendetta (1952) based on novel by Marie Corelli[1]
- The Judas Kiss (1956) - with Anita Ekberg[2]

### Popularitat a la taquilla
A la cúspide de la seva carrera, els exhibidors britànics van votar Steel entre els actors més populars del país.
- 1952 – 4a estrella britànica més popular[3]
- 1953 – 10a estrella britànica més popular
- 1954 – 7a estrella britànica més popular
- 1956 – 6a estrella britànica més popular[4]